# Chutir Haj
Chutir Haj (ukr. Хутір Гай) – przystanek kolejowy w miejscowości Drużnia, w rejonie buczańskim, w obwodzie kijowskim, na Ukrainie. Położony jest na linii Kijów – Korosteń – Kowel.